# 호르미즈드 6세

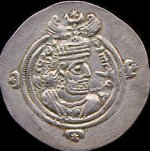

호르미즈드 6세(영어:Hormizd VI, ? - 632년)는 사산 왕조 페르시아 제국의 샤이다. 628년에 호스로 2세가 살해된 후, 다음의 왕위를 계승하려는 자들 중의 한 명이다. 631년부터 니시비스(지금의 누사이빈, Nusaybin) 지역에서 스스로가 왕임을 주장하였다.
또한 그는 왕위 찬탈자 파루크 호르미즈드(호르미즈드 5세)를 제거하였다.
| 전임 아자르미도흐트 | 사산 왕조의 샤 호르미즈드 6세 630년 - 631년 | 후임 호스로 4세 |

 본 문서에는 현재 퍼블릭 도메인에 속한 브리태니커 백과사전 제11판의 내용을 기초로 작성된 내용이 포함되어 있습니다.